# Smosarz-Pianki
Smosarz-Pianki – wieś w Polsce, w województwie mazowieckim, w powiecie ciechanowskim, w gminie Gołymin-Ośrodek.
Do 2023 miejscowość była częścią wsi Smosarz-Dobki.
W latach 1975–1998 Smosarz-Pianki administracyjnie należał do województwa ciechanowskiego.